# Kuninkaansaari
Kuninkaansaari (en suédois : Kungsholmen) est une île de l'archipel d'Helsinki en Finlande.

## Histoire
Kuninkaansaari a fait partie de la ligne d'îles fortifiées qui gardaient les entrées d'Helsinki. 
Les fortifications ont commencé à être renforcées lorsque la Finlande a été annexée à la Russie à la suite de la guerre de Finlande de 1808-1809.

## Accès
L'île est accessible à pied par un isthme depuis l'île voisine de Vallisaari où l'on accède en bateau depuis la place du Marché d'Helsinki. Le trajet dure environ 20 minutes.

## Galerie

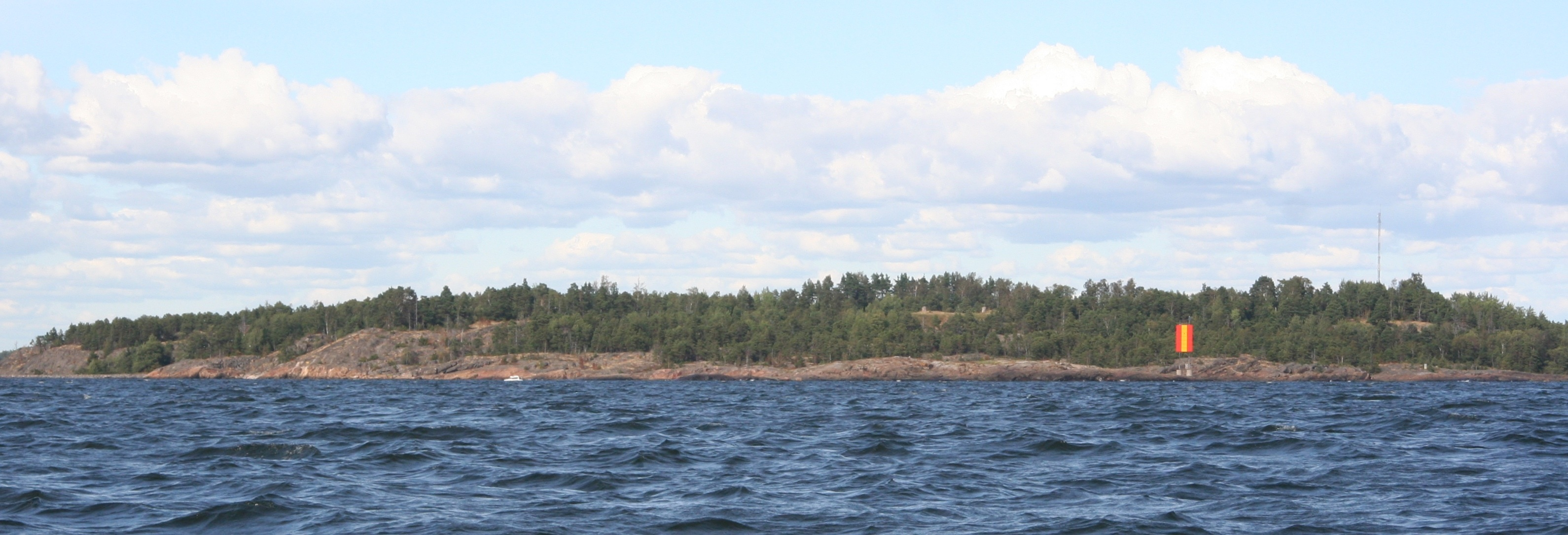
Vue sur le côté sud